# Censorino de Óstia
Censorino (em latim: Censorinus) foi comandante militar romano do século III, citado nos Atos de Áurea de Óstia, que foi preso a mando do imperador Cláudio II (r. 268–270). É citada apenas nos Atos e, diante da dúvida sobre a veracidade das informações contidas na obra, pensa-se que talvez não tenha existido. Ao ter sua fé cristã relevada diante do imperador, Cláudio ordenou que fosse levado para Óstia, onde ficou acorrentado e Áurea lhe amparou.

## Vida
Censorino era comandante como poder magisterial, que era secretamente cristão, fazia orações e dava esmolas. Quando o imperador Cláudio II prendeu uma comunidade cristã, os consolou secretamente, e - tanto quanto pôde - supriu suas necessidades na prisão e tendiam às correntes e guardas. Quando Cláudio soube, ficou furioso e ordenou que ele fosse preso e levado para ele, e então lhe disse: "Então você é aquele homem Censorino, adorador dos deuses, sempre gentil com a eterna majestade? Não há nada de serviço que nossa clemência não respeitou, mas através da adoração dos deuses nós sempre preservamos aqueles que governam o Estado! " Então Censorino disse: "Testifico do Senhor Jesus Cristo, porque é o verdadeiro Deus; porque foi crucificado e sepultado; e ressuscitou dos mortos, o qual foi visto pelas mesmas pessoas que o crucificaram; porque predisse que viveria depois de morrer, e enquanto observavam, foi para o Céu. Considerou digno descer de Seu Pai ao ventre da Virgem em nossos dias, mas considerou digno descer à terra de tal maneira que não deixaria o céu". Então Cláudio, enfurecido, disse: "Você é louco, Censorino!", E ordenou que fosse colocado sob custódia no posto militar de Óstia. Ele, porém, cantou louvores do Senhor dia e noite, em cativeiro e preso por correntes. Ali, Áurea visitou-o diariamente, dia e noite, e cuidou de seu sustento. Limpou suas correntes com as próprias mãos e lavou seus olhos e rosto. Certo dia, o presbítero Máximo, operando milagres, se juntou a Censorino, cujas correntes que o prendiam se soltaram sozinhas.